# Абазиноведение
Абазиноведение — одно из направлений кавказоведения, гуманитарная наука сконцентрированная на комплексном исследовании Абазинии и абазин, родственная абхазоведению и адыговедению. Основным центром абазиноведения в советский период были Карачаево-Черкесский научно-исследовательский институт истории, филологии и экономики (ныне Карачаево-Черкесский институт гуманитарных исследований) и АН Грузинской ССР.

## Абазиноведы
- Генко, Анатолий Нестерович
- академик Кетеван Виссарионовна Ломтатидзе
- д.ф.н. зав. кафедры литературы КЧГУ Тугов Владимир Батахович (1935—2006),
- академик АН России и Абхазии Назир Бекмурзович Экба,
- к.п.н., доцент КЧИПКРО Луиза Нануовна Гонова.
- Клычев, Рауф Нухович (1934-1994).